# Duitsland op het Eurovisiesongfestival 2023

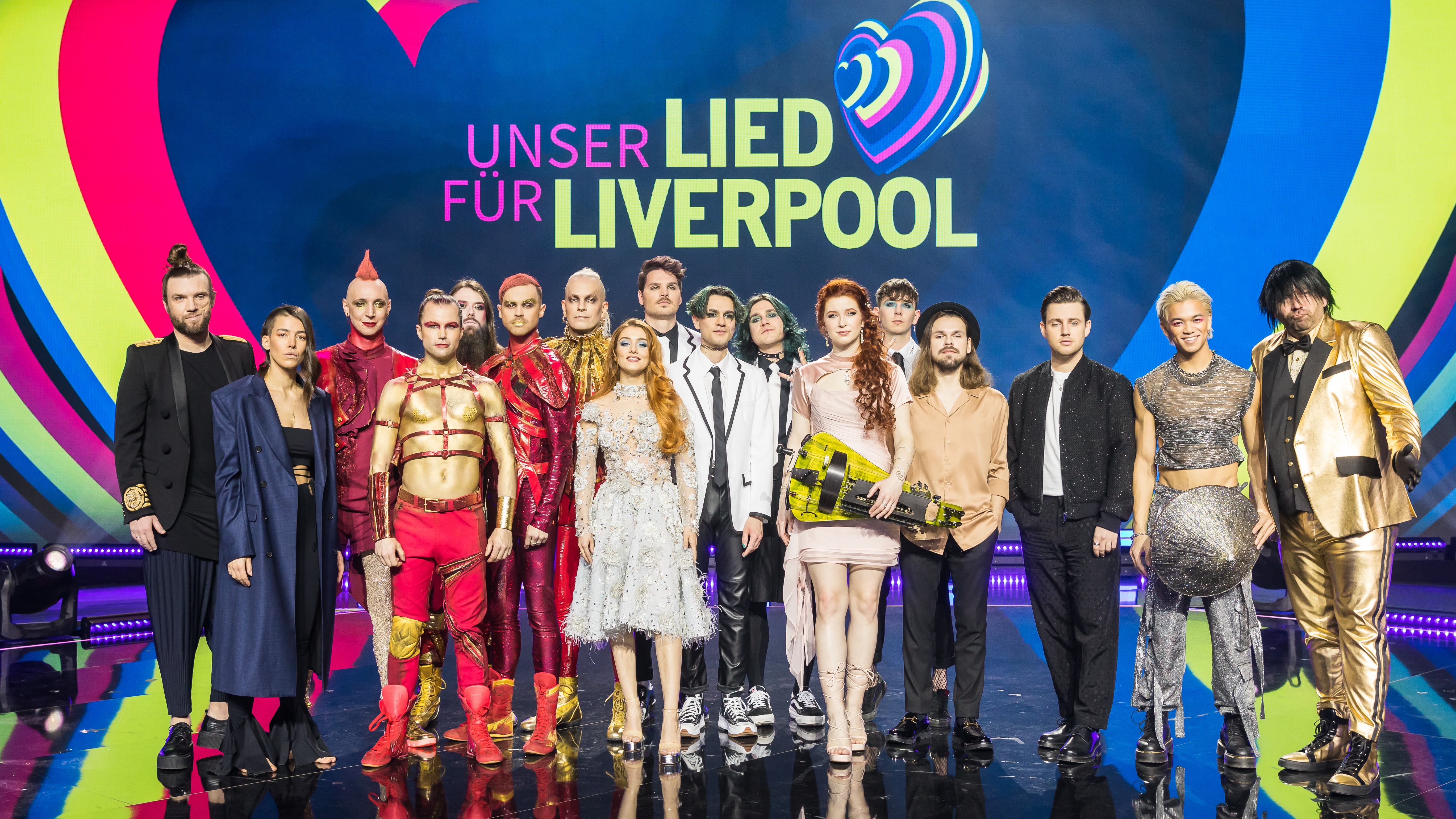
De deelnemende artiesten aan Unser Lied für Liverpool.

Duitsland nam deel aan het Eurovisiesongfestival 2023 in Liverpool, Verenigd Koninkrijk. Het was de 66ste deelname van het land aan het Eurovisiesongfestival. De ARD was verantwoordelijk voor de Duitse bijdrage voor de editie van 2023.

## Selectieprocedure
Op 10 november 2022 maakte de Duitse omroep de plannen voor het aankomende Eurovisiesongfestival bekend. Wederom opteerde de omroep voor een nationale selectie echter kwam het format van 2022, Germany 12 Points te vervallen. De naam van de selectie werd gewijzigd  naar Unser Lied für Liverpool. Geïnteresseerde kandidaten konden zich tot en met 28 november 2022 online aanmelden of via TikTok. Daarnaast ging de NDR zelf ook op zoek naar kandidaten.
Op 8 januari 2023 maakte de omroep de eerste acht artiesten die zouden deelnemen aan de Duitse preselectie bekend. Zij werden geselecteerd door een selectiecommissie van de omroep en een adviespanel van nationale en internationale muziekexperts. De negende kandidaat volgde na een stemming via TikTok. Duitsland leek daarmee in de voetsporen te willen treden van het Verenigd Koninkrijk, dat vorig jaar met TikTok-fenomeen Sam Ryder de tweede plaats haalde. Vanaf vrijdag 27 januari tot vrijdag 3 februari konden gebruikers van TikTok bepalen welke act toegevoegd zal worden aan het deelnemersveld van de preselectie. De er deden zes artiesten aan deze TikTok selectie mee, winnaar daarvan werd de zanger Ikke Hüftgold.
Unser Lied für Liverpool vond plaats op 4 maart 2023, de winnaar werd bepaald door acht internationale jury’s tezamen met het Duitse publiek, tevens kon er een hele week online gestemd worden. Tijdens de show stelden acht artiesten hun lied voor. Dat hadden er eigenlijk negen moeten zijn, maar Frida Gold was genoodzaakt zich wegens ziekte uit de wedstrijd terug te trekken. De stemmen die reeds op haar waren uitgebracht werden geannuleerd, het stemsysteem werd hierdoor licht aangepast. Zo werden de vijf punten niet meer uitgedeeld.
Will Church won afgetekend bij de internationale jury’s, maar het stemmende publiek beloonde hem niet. De zanger belandde bij de televotes bij de laatste drie. Het winnende lied Blood & Glitter van Lord of the Lost haalde ruim 40 procent van de televoting en online stemmen binnen. De volledige top drie van de juryleden kreeg de minste punten van het Duitse publiek.
Wegens het lidmaatschap van Duitsland als Grote Vijf-land op het Songfestival zal Lord of the Lost meteen in de finale aantreden. De groep zal moeten proberen voor het eerst sinds 2018 het land nog eens in de top 20 te krijgen, de afgelopen drie Duitse inzendingen eindigden allen op de 25ste plaats. In 2019 en 2021 kregen de Duitsers zelfs nul punten van het stemmende publiek, in 2022 nul punten van de jury’s.

## Unser Lied für Liverpool
4 maart 2023
| Plaats | Artiest          | Lied                 | Jury | Televoting | Totaal |
| ------ | ---------------- | -------------------- | ---- | ---------- | ------ |
| 1      | Lord of the Lost | Blood & glitter      | 43   | 146        | 186    |
| 2      | Will Church      | Hold on              | 90   | 21         | 111    |
| 3      | Ikke Hüftgold    | Lied mit gutem Text  | 10   | 101        | 111    |
| 4      | Trong            | Dare to Be Different | 52   | 19         | 71     |
| 5      | Lonely Spring    | Misfit               | 30   | 40         | 70     |
| 6      | Anica Russo      | Once Upon a Dream    | 57   | 8          | 65     |
| 7      | René Miller      | Concrete Heart       | 54   | 8          | 62     |
| 8      | Patty Gurdy      | Melodies of Hope     | 22   | 34         | 56     |

## In Liverpool
Als lid van de vijf grote Eurovisielanden mocht Duitsland automatisch deelnemen aan de grote finale, op zaterdag 13 mei 2023. In deze finale trad Duitsland als 21ste land aan, na Noorwegen en voorafgaand aan Litouwen. Aan het einde van de puntentelling werd duidelijk dat Duitsland voor het tweede jaar op rij als laatste was geëindigd. Het land ontving 18 punten, hiervan kwamen er drie van de vakjury's en vijftien vanuit de televoting.
1956 · 1957 · 1958 · 1959 · 1960 · 1961 · 1962 · 1963 · 1964 · 1965 · 1966 · 1967 · 1968 · 1969 · 1970 · 1971 · 1972 · 1973 · 1974 · 1975 · 1976 · 1977 · 1978 · 1979 · 1980 · 1981 · 1982 · 1983 · 1984 · 1985 · 1986 · 1987 · 1988 · 1989 · 1990 · 1991 · 1992 · 1993 · 1994 · 1995 · 1996 · 1997 · 1998 · 1999 · 2000 · 2001 · 2002 · 2003 · 2004 · 2005 · 2006 · 2007 · 2008 · 2009 · 2010 · 2011 · 2012 · 2013 · 2014 · 2015 · 2016 · 2017 · 2018 · 2019 · 2020 · 2021 · 2022 · 2023 · 2024 · 2025
Albanië · Armenië · Australië · Azerbeidzjan · België · Cyprus · Denemarken · Duitsland · Estland · Finland · Frankrijk · Georgië · Griekenland · Ierland · IJsland · Israël · Italië · Kroatië · Letland · Litouwen · Malta · Moldavië · Nederland · Noorwegen · Oekraïne · Oostenrijk · Polen · Portugal · Roemenië · San Marino · Servië · Slovenië · Spanje · Tsjechië · Verenigd Koninkrijk · Zweden · Zwitserland